# Havasgáld község
Havasgáld község (románul: Comuna Întregalde) község Fehér megyében, Romániában. Központja Havasgáld, beosztott falvai Ghioncani, Havasgyógy, Iliești, Ivăniș, Modolești, Mărinești, Nekrilesti, Popesti, Szfirecsea, Teksety.

## Népessége
A 2011-es népszámlálás adatai alapján a község népessége 577 fő volt.